# Stichting TEE Nederland

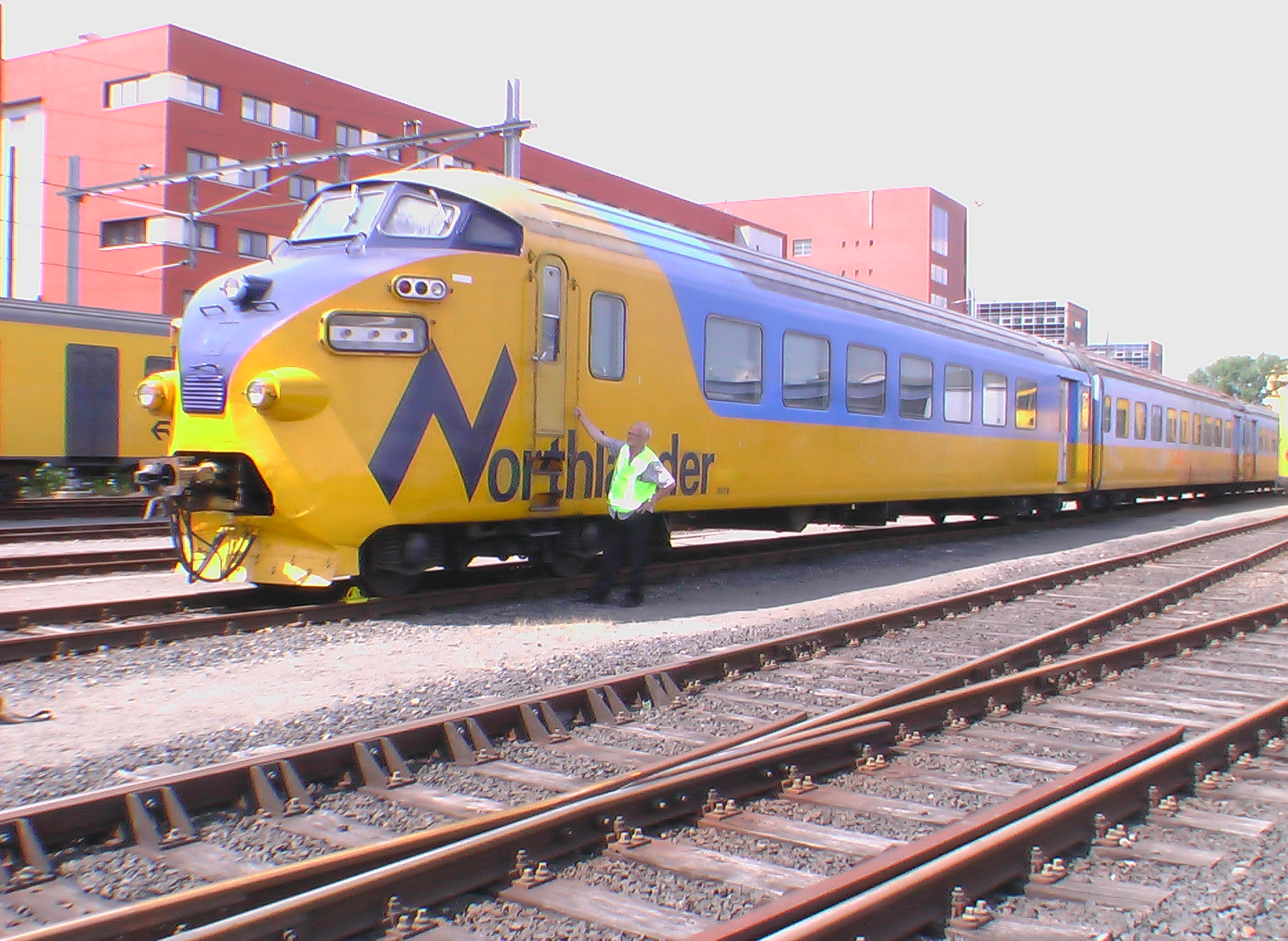
TEE Northlander in Zwolle, juli 2006

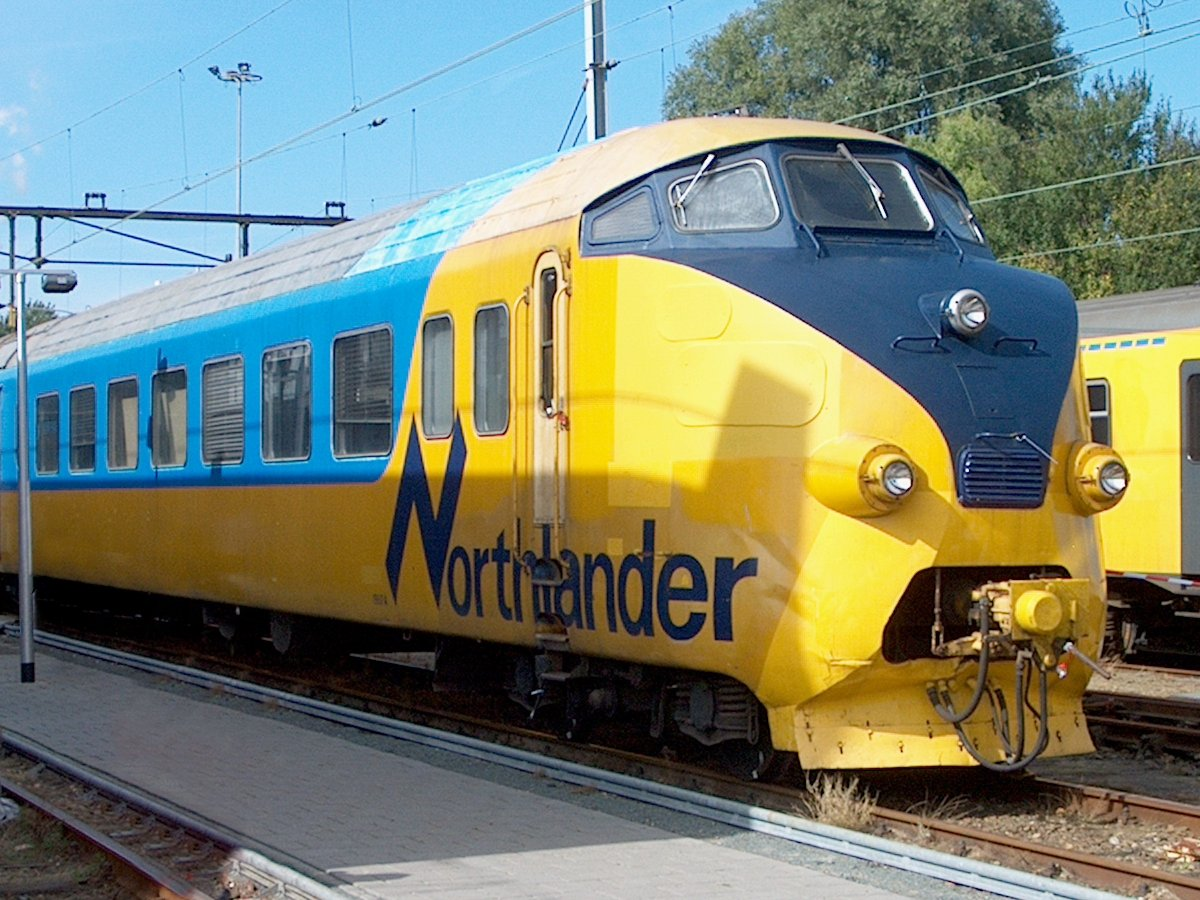
Amsterdam, september 2007

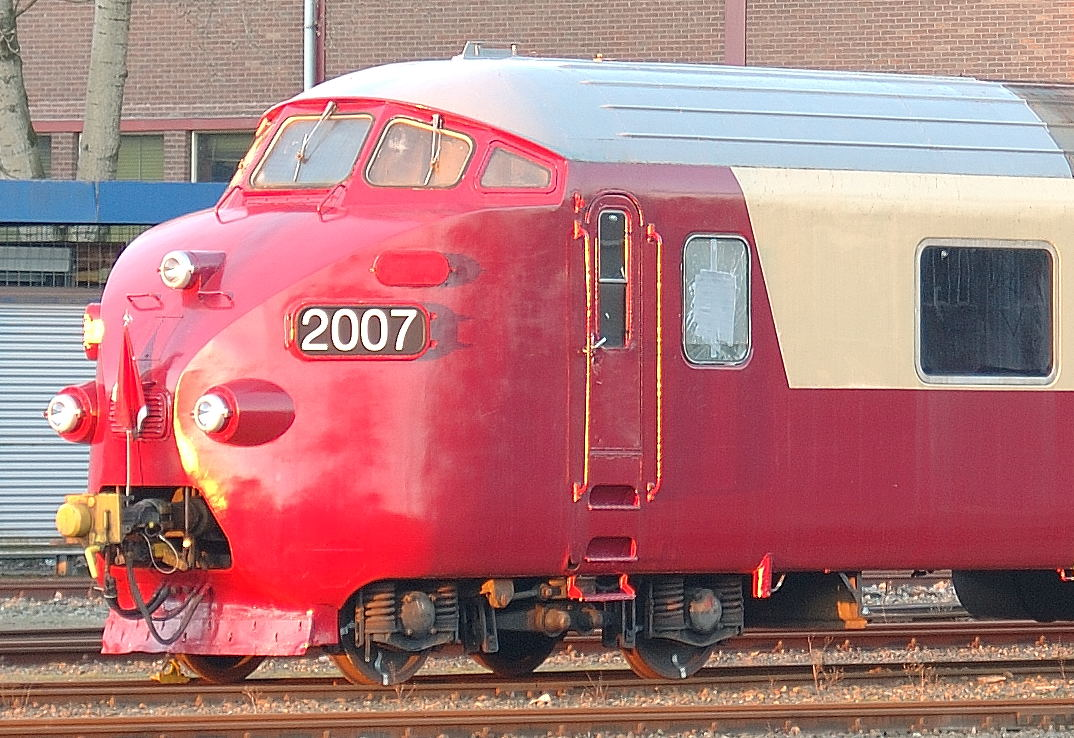
Weer in de oorspronkelijke kleur. Zwolle, februari 2008

De Stichting Trans Europ Express heeft zich tot doel gesteld een in 1957 gebouwd Nederlands-Zwitsers TEE-treinstel in oude staat te herstellen.
Het heeft, oorspronkelijk met vijf treinstellen, vanaf 1957 dienstgedaan op de trajecten Amsterdam - Zürich en Amsterdam - Parijs, na 1964 ook tussen Zürich en München. Bij een ernstig ongeval in 1971 werd het stel RAm 501 volledig vernield. De overige vier werden in 1974 buiten dienst gesteld, en in 1977 verkocht aan de Canadese Ontario Northland Railway (ONR). Ze hebben tot halverwege de jaren negentig dienstgedaan op de lijn Toronto – Moosonee, zij het dat sinds 1979 locomotieven van het type EMD FP 7 de plaats van de motorwagens hadden ingenomen. De TEE's werden op een rangeerterrein geplaatst. Hier werd een TEE aangestoken die vervolgens geheel uitbrandde.
In 1997 kocht de vereniging TEE Classics vijf van de overgebleven bakken, waaronder twee stuurstandrijtuigen, en liet die naar Hamburg vervoeren. Deze kwamen in het bezit van de Stichting TEE Nederland, die ze op 25 en 26 juni 2006 vanuit Duitsland naar Zwolle liet vervoeren. Het treinstel staat sinds 2007 op het emplacement Dijksgracht te Amsterdam te wachten op herstel.
De motorwagen zal opnieuw moeten worden gebouwd. Het verbouwen van een stuurstandrijtuig tot motorwagen is niet mogelijk. In september 2007 kwamen twee SACEM-dieselmotoren (afkomstig uit een gesloopte Plan U) in het bezit van de stichting.
Kort voor het 50-jarig jubileum van de Trans Europ Express (2 juni 1957 - 2 juni 2007) werd de kop van een van de stuurstandrijtuigen in de oude rode TEE-kleur teruggeschilderd.
Op 23 december 2020 maakte de stichting bekend dat de rijtuigen overgedragen worden aan het Nederlands Transport Museum in Nieuw-Vennep waar ze gerestaureerd zullen worden. Op 5 januari 2021 werden de rijtuigen in eigendom overgedragen. De Stichting TEE Nederland wordt opgeheven. Voor het transport naar Nederlands Transport Museum in Nieuw-Vennep en herstelwerkzaamheden daarna worden fondsen geworven.
Omdat het Nederlands Transport Museum in 2024 moest sluiten (op die locatie worden woningen gebouwd) moesten de rijtuigen naar een nieuwe locatie verhuizen. Begin 2025 zijn alle vijf rijtuigbakken over de weg vervoerd naar Leek. Hier staan de rijtuigen gestald op een bedrijventerrein. De eigendom van de rijtuigen is overgegaan naar de nieuwe stichting Trans Europ Express. In augustus 2025 is er een nieuw bestuur gevormd dat zich nu gaat richten op het plan van aanpak. Eerste aandacht gaat uit naar een nieuw te realiseren motorwagen. Het streven van de stichting is om binnen nu en 10 jaar een complete rijvaardig en gecertificeerd treinstel op de rails te hebben staan wat door heel Europa inzetbaar moet zijn.